# Pycnarmon meritalis
Pycnarmon meritalis là một loài bướm đêm trong họ Crambidae.